# Fahrerparade

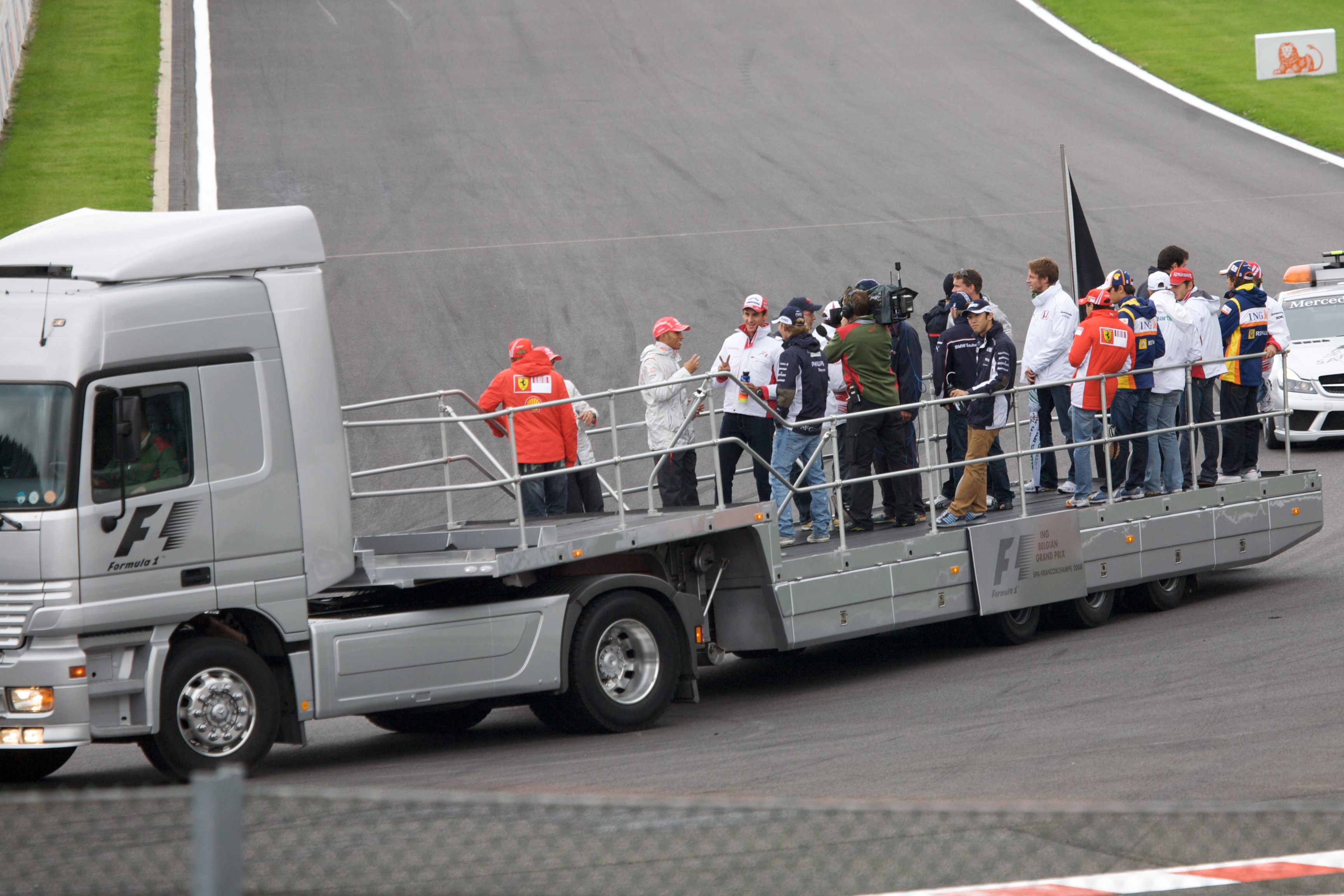
Alle Formel-1-Fahrer auf einem offenen Lkw

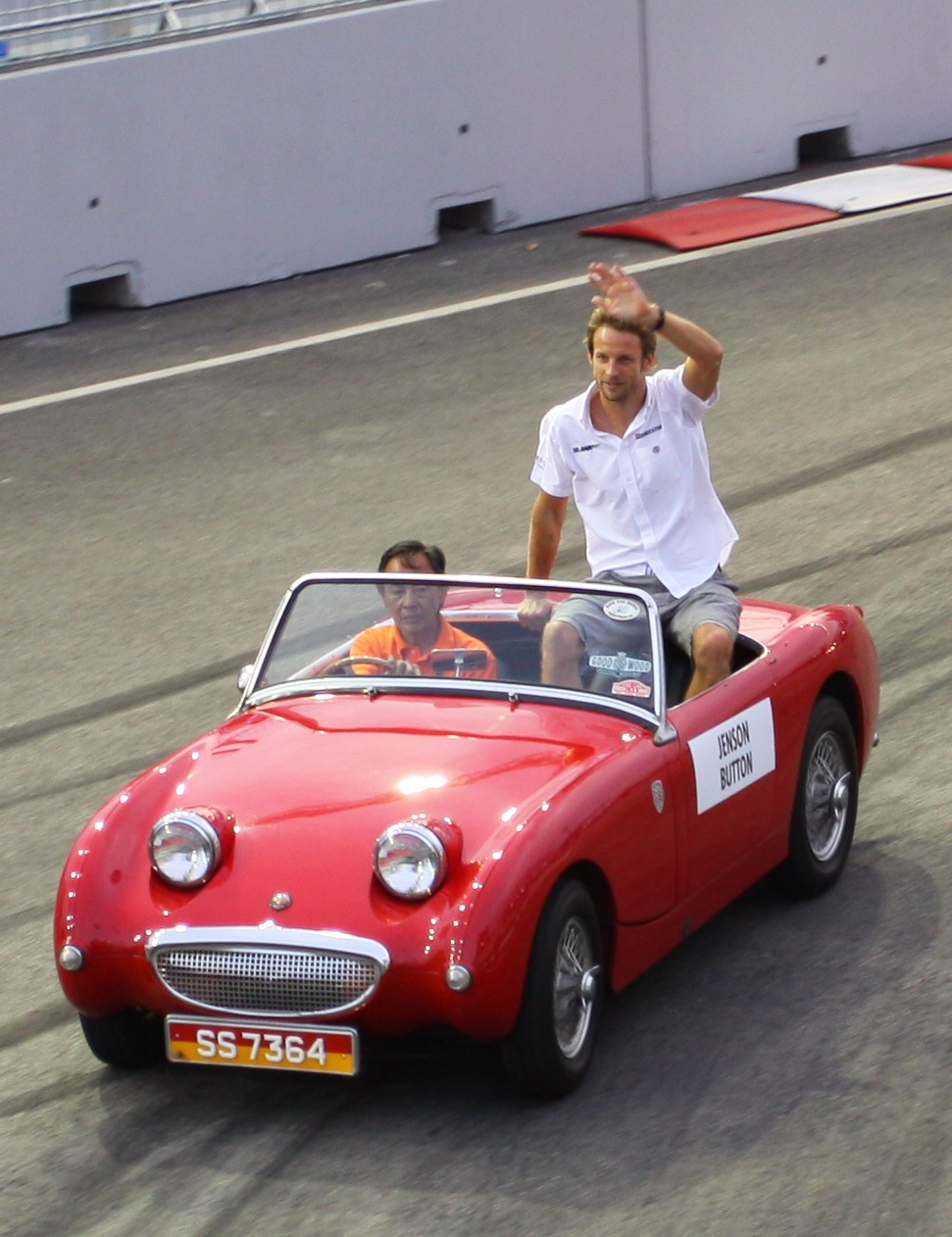
Präsentation eines Teilnehmer pro Fahrzeug (hier: Jenson Button, 2009)

Die Fahrerparade (häufig auch engl. Drivers’ presentation oder Drivers’ parade) ist Teil vieler Motorsportveranstaltungen, bei der die Teilnehmer in einem Korso den Zuschauern präsentiert werden. Die Rennfahrer werden hierbei zumeist in offenen Fahrzeugen um die Strecke gefahren, entweder als Gruppe auf der offenen Ladefläche eines Lkws oder einzelne Fahrer in Cabriolets. Die Fahrerparade ist mittlerweile in der Formel 1, bei MotoGP-Rennen, bei den 24-Stunden-Rennen von Le Mans sowie auf dem Nürburgring und weiteren Rennserien oder Einzelveranstaltungen üblich. Bei manchen Motorsportarten (beispielsweise Rallycross) wird im Anschluss an die Fahrerparade auch eine als Meet & Greet bezeichnete Autogrammstunde für die Fans abgehalten.

## 24 Stunden von Le Mans
Die Fahrerparade der 24 Stunden von Le Mans findet traditionell in der Innenstadt von Le Mans statt.

## Formel 1
Vor der Fahrerparade stehen oft Grid-Girls an der Rennstrecke, um die Fahrer zu empfangen. Die Fahrer werden entweder gemeinsam auf einer Lkw-Ladefläche um die Strecke gefahren, oder einzeln in einem Oldtimer-Cabriolet um die Strecken chauffiert, und werden so den Zuschauern vorgestellt. Die Fahrerparade ist für alle Formel-1-Fahrer ein Pflichtteil der Veranstaltung.

## Galerie

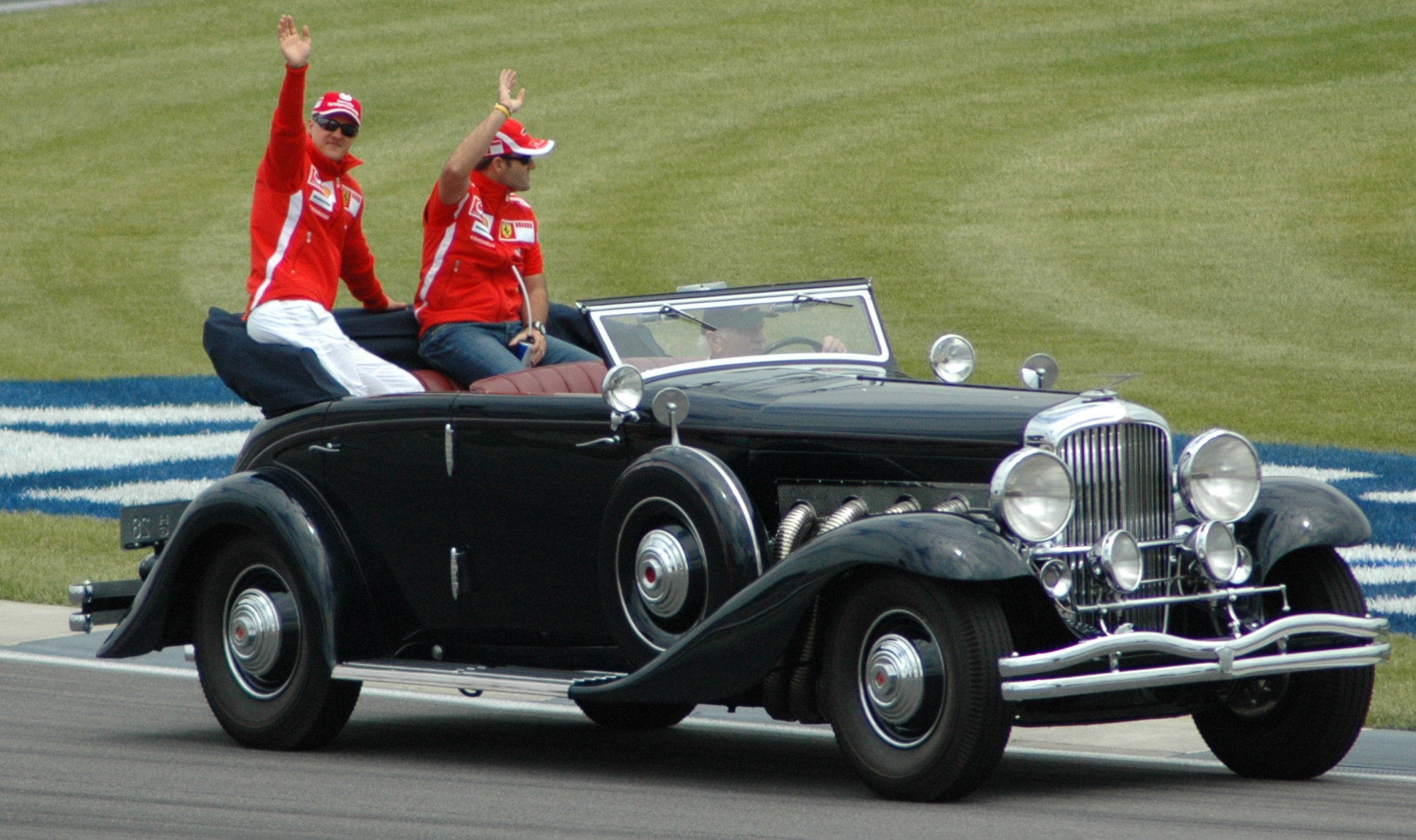
Michael Schumacher und Rubens Barrichello in einem Oldtimer
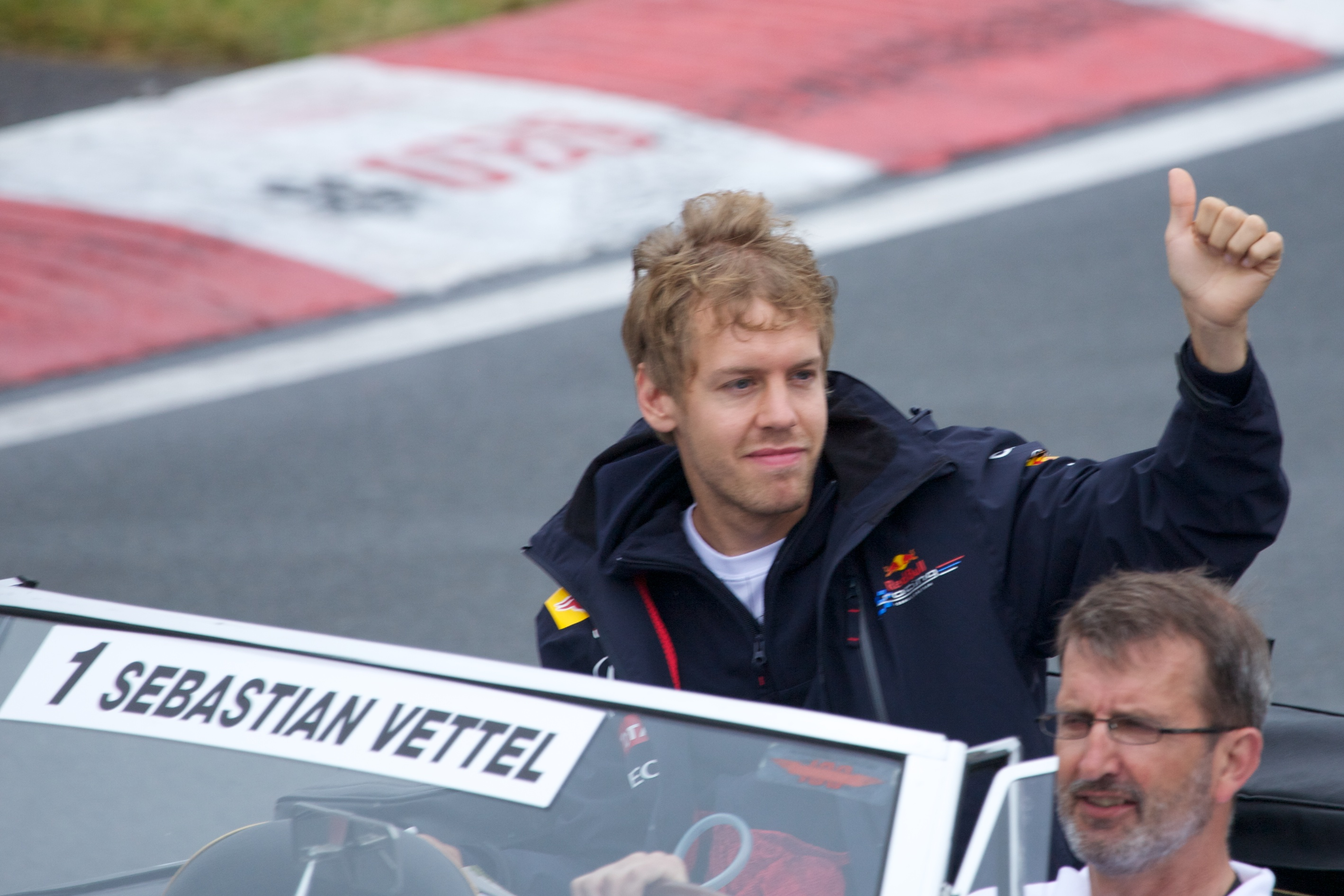
Sebastian Vettel allein in einem Cabriolet
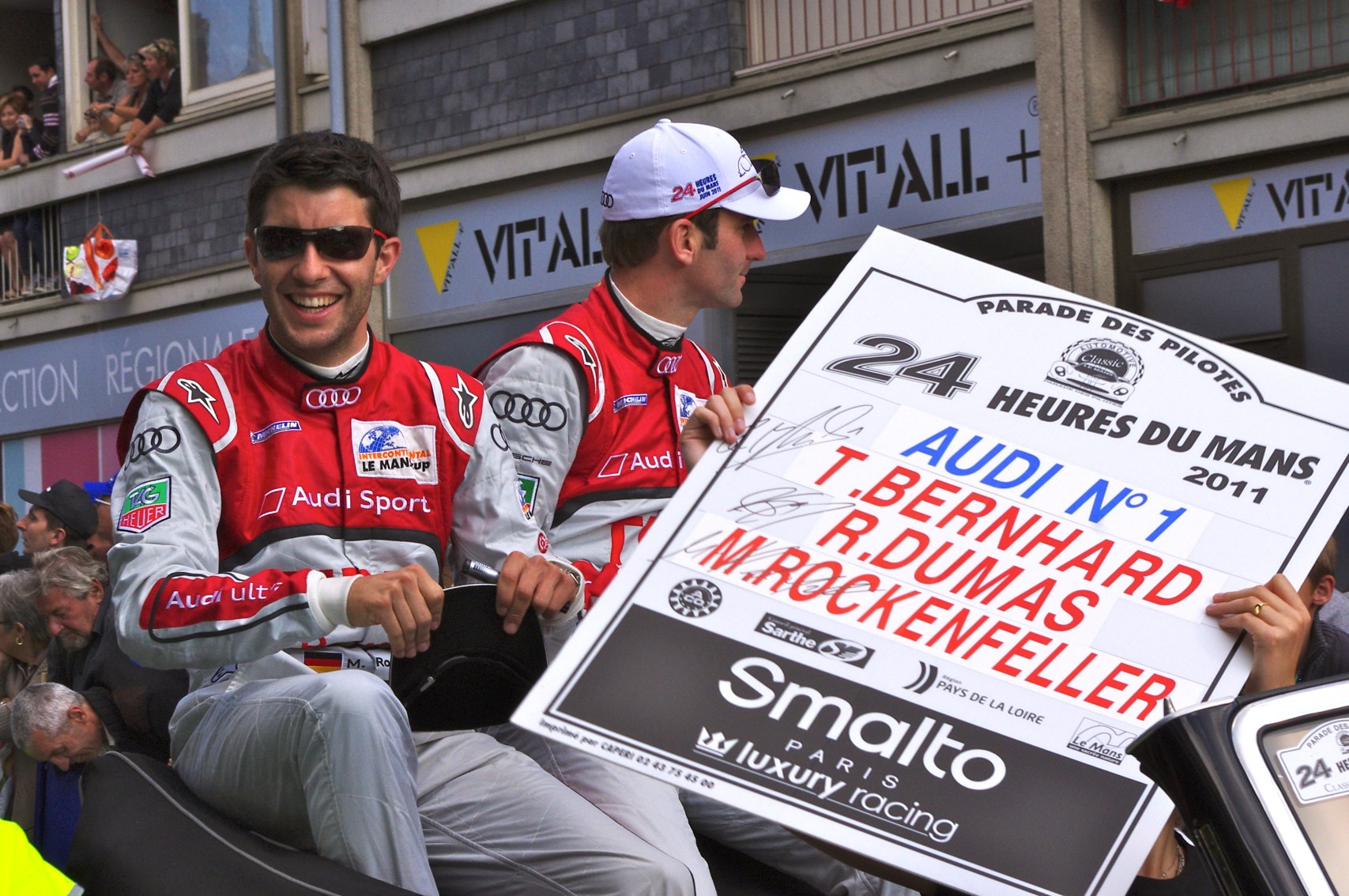
Mike Rockenfeller in der Innenstadt von Le Mans
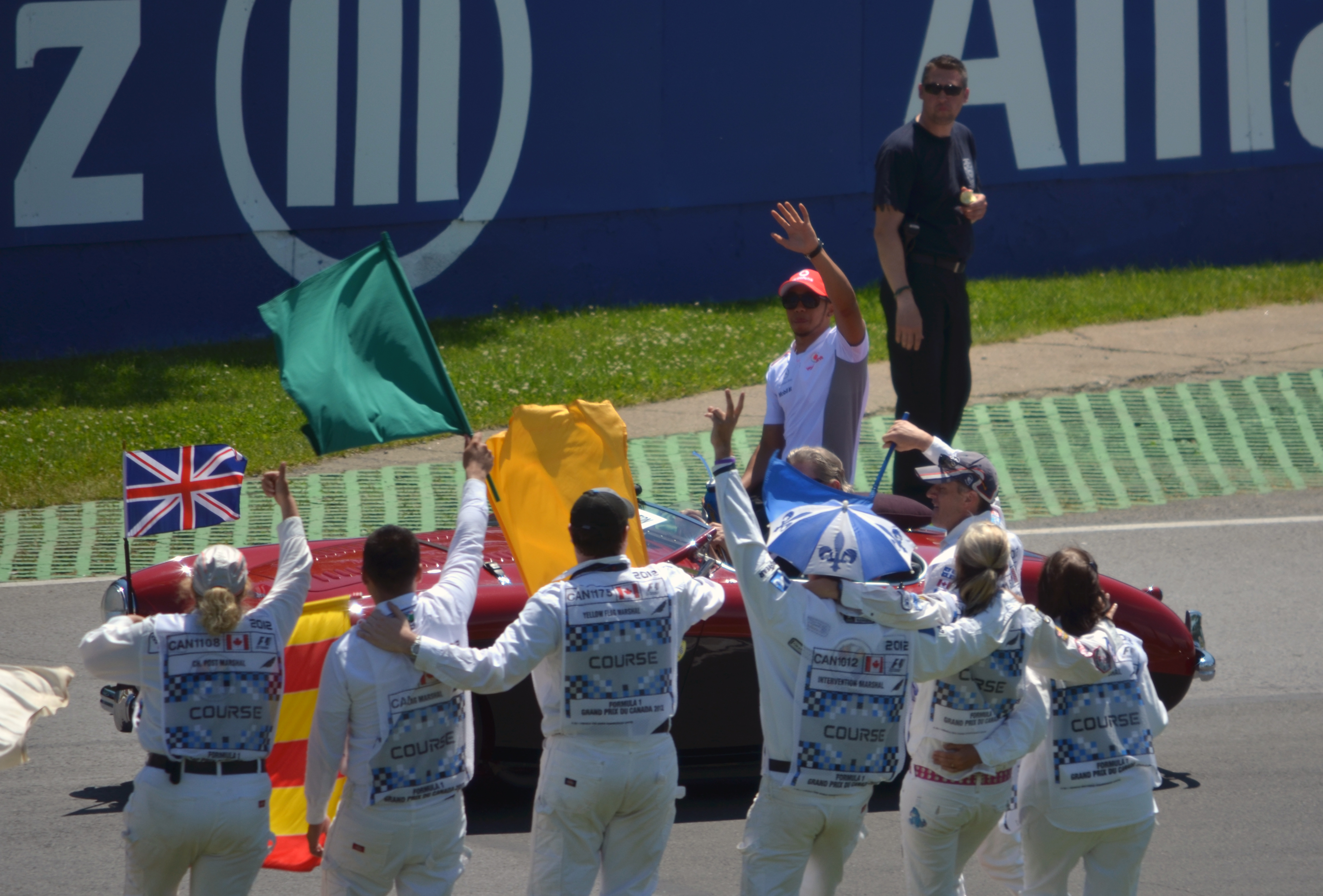
Lewis Hamilton grüßt die Zuschauer und Sportwarte

## Einzelnachweise

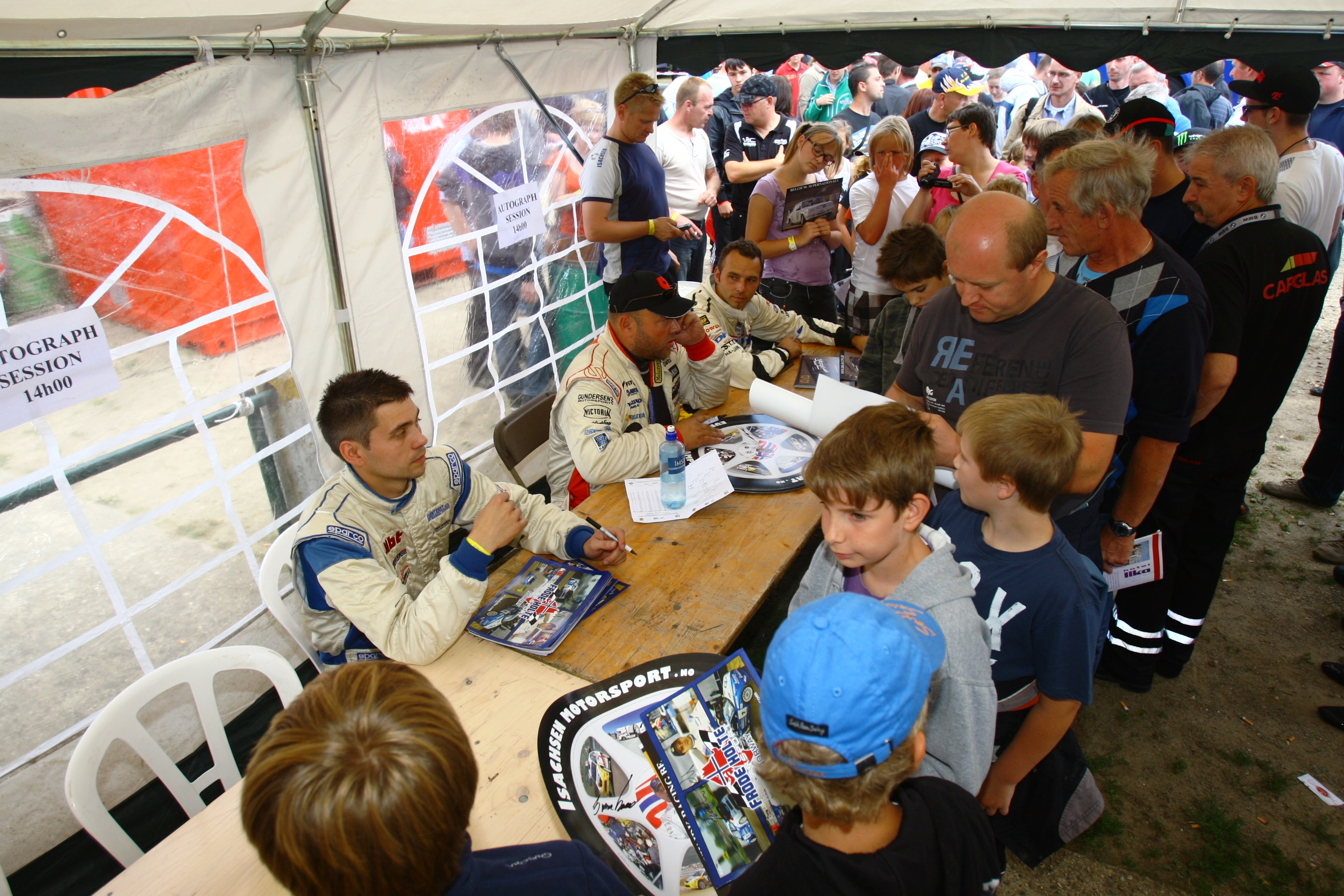
Meet & Greet bei der Rallycross-EM